# Roman Holiday
Roman Holiday (prt: Férias em Roma; bra: A Princesa e o Plebeu) é um filme norte-americano de comédia romântica de 1953 dirigido e produzido por William Wyler. É estrelado por Gregory Peck como repórter e Audrey Hepburn como uma princesa real que visita Roma por conta própria. Hepburn ganhou um Oscar de melhor atriz por sua atuação; o roteiro e o figurino também ganharam. Foi filmado nos estúdios da Cinecittà e em locações ao redor de Roma durante a era "Hollywood on the Tiber". O filme foi exibido no 14º festival de cinema de Veneza dentro do programa oficial.
Em 1999, Roman Holiday foi selecionado para preservação no National Film Registry dos Estados Unidos pela Biblioteca do Congresso como sendo "cultural, histórica ou esteticamente significativo".

## Sinopse
Uma princesa entediada resolve se divertir anonimamente em Roma. Lá, ela acaba se envolvendo com um repórter que, inicialmente, pretende se aproveitar da situação para dar um "furo". Diversas situações inesperadas acontecem, fazendo com que eles se aproximem e criando nele a dúvida se deve ou não publicar a história.

## Elenco
- Audrey Hepburn como Princesa Ann
- Gregory Peck como Joe Bradley
- Eddie Albert como Irving Radovich
- Hartley Power como Sr. Hennessy
- Harcourt Williams como embaixador
- Margaret Rawlings como condessa Vereberg
- Tullio Carminati como general Provno
- Claudio Ermelli como Giovanni
- Paolo Carlini como Mario Delani
- Laura Solari como secretária
- Alfredo Rizzo como taxista
- Gorella Gori como vendedora

## Produção

### Roteiro
Wyler correu o risco de contratar como roteirista Dalton Trumbo, um homem marcado e perseguido pelo Comitê de Atividades Antiamericanas do senador Joseph McCarthy. Inicialmente, e por quarenta anos, o filme foi creditado a Ian McLellan Hunter, que foi creditado com o roteiro de modo a não levantar suspeitas sobre a participação de Trumbo; e foi ele quem recebeu o Oscar de Melhor Roteiro Original em seu lugar. Em 1993, uma nova estatueta foi feita e entregue a Trumbo postumamente, e recebida por sua viúva Cleo. Quando o filme foi lançado em DVD em 2003, seu crédito foi renomeado e, em 19 de dezembro de 2011, ele foi totalmente incorporado ao seu trabalho. Por sua vez, o diretor Bernard Vorhaus, também parte da "lista negra de Hollywood", trabalhou como assistente de direção sob um pseudônimo.

### Escolha do elenco
Wyler primeiro ofereceu o papel a Cary Grant, mas ele recusou, acreditando que ele era velho demais para interpretar o interesse amoroso de Hepburn (embora ambos participassem juntos dez anos depois em Charade). Outras fontes dizem que Grant recusou porque sabia que toda a atenção seria focada no papel da princesa. O contrato de Peck deu a ele a chance de participar e aparecer nos créditos como a única estrela, com a novata Hepburn com um crédito muito menos proeminente. Na metade das filmagens, Peck sugeriu que Wyler a deixasse no mesmo nível, um gesto quase inédito em Hollywood, antecipando o talento da atriz.
Para o papel da princesa Anna, Wyler tinha inicialmente considerado Elizabeth Taylor e Jean Simmons, mas ambas não estavam disponíveis. Wyler estava muito animado para encontrar Hepburn, mas ele não escolheu até depois de um teste. Wyler não pôde ficar e filmá-lo, pedindo à diretora-assistente que pedisse ao cameraman e ao técnico de som que continuasse gravando depois que o diretor assistente lhe dissesse para "cortar" para que ela a relaxasse depois de ter interpretado o teste. Este último o fez ganhar o papel, e parte dele foi mais tarde incluído no trailer original do filme. Roman Holiday não foi a primeira apresentação de Hepburn (ela apareceu em filmes holandeses e ingleses desde 1948, e no teatro, incluindo o papel principal em uma adaptação da Broadway de Gigi), mas foi seu primeiro papel importante no cinema e sua primeira aparição em um filme americano. Wyler queria uma atriz "anti-italiana", diferente do maggiorate como Gina Lollobrigida, e sobre Hepburn ele disse:
Além disso, o filme contou com a aparição das filhas de Wyler em uma cena em que o personagem de Peck pede uma câmera para algumas garotas da cidade; e com dois jornalistas internacionais dos jornais espanhóis espanhol ABC e La Vanguardia.

### Filmagens

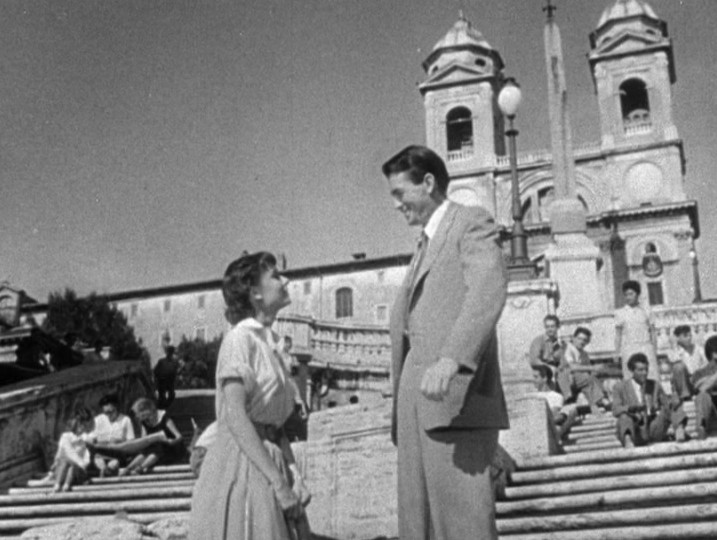
Joe e Anna nos degraus da Piazza di Spagna.

Roman Holiday foi uma inovação nas filmagens ao ar livre. Wyler rejeitou a ideia de filmar cenas artificiais para dar destaque especial à cidade de Roma. Os principais locais de filmagem incluíram a Piazza della Rotonda, o Panteão, o Castel Sant'Angelo e o Rio Tibre, a Fontana di Trevi, a Piazza Venezia, a Piazza di Spagna, a Igreja da Santíssima Trindade dos Montes, o Coliseu, a Bocca della Verità (onde Peck faz uma piada sobre Hepburn sobre perder sua mão, e que Wyler gostou tanto que ele foi incluído no filme), a Via dei Fori Imperiali, a Via della Stamperia (onde Anna vai a um cabeleireiro), a galeria do Palazzo Colonna (que servia para os quartos de Anna), e o Palazzo Brancaccio (onde ocorreu a cena final do encontro entre Anna e os jornalistas).
Embora tenha sido originalmente planejado para filmá-lo em cores, foi filmado em preto e branco devido ao alto custo de produção do filme em Roma.

## Recepção
O filme arrecadou cerca de 3 milhões de dólares nas bilheterias dos Estados Unidos durante seu primeiro ano de lançamento. Devido à popularidade do filme, tanto Peck quanto Hepburn foram contatados para filmar uma sequência, mas o projeto nunca foi iniciado.

## Prêmios e indicações

### BAFTA Awards
Na 7ª cerimônia do BAFTA Awards, Roman Holiday foi o que teve mais indicações, quatro no total. Destes, apenas um ganhou.
| Ano  | Categoria               | Receptor       | Resultado |
| ---- | ----------------------- | -------------- | --------- |
| 1953 | Melhor Filme            | William Wyler  | Indicado  |
| 1953 | Melhor Ator Estrangeiro | Gregory Peck   | Indicado  |
| 1953 | Melhor Ator Estrangeiro | Eddie Albert   | Nominado  |
| 1953 | Melhor Atriz Britânica  | Audrey Hepburn | Venceu    |

### Globo de Ouro
Na 11ª cerimônia do Globo de Ouro, Hepburn ganhou na categoria de melhor atriz em filme dramático.
| Ano  | Categoria            | Receptor       | Resultado |
| ---- | -------------------- | -------------- | --------- |
| 1953 | Melhor Atriz – Drama | Audrey Hepburn | Venceu    |

### Oscar
Na 26ª cerimônia do Oscar, o filme foi indicado a dez prêmios, vencendo três.
| Ano  | Categoria                               | Receptor                           | Resultado |
| ---- | --------------------------------------- | ---------------------------------- | --------- |
| 1954 | Melhor Filme                            | William Wyler                      | Indicado  |
| 1954 | Melhor Diretor                          | William Wyler                      | Indicado  |
| 1954 | Melhor Atriz                            | Audrey Hepburn                     | Venceu    |
| 1954 | Melhor Ator Secundário                  | Eddie Albert                       | Indicado  |
| 1954 | Melhor História Original                | Dalton Trumbo                      | Venceu    |
| 1954 | Melhor Roteiro Adaptado                 | Ian McLellan Hunter e John Dighton | Indicado  |
| 1954 | Melhor Direção de Arte – Preto e Branco | Hal Pereira e Walter H. Tyler      | Indicado  |
| 1954 | Melhor Fotografia – Preto e Branco      | Franz Planer e Henri Alekan        | Indicado  |
| 1954 | Melhor Figurino – Preto e Branco        | Edith Head                         | Venceu    |
| 1954 | Melhor Montagem                         | Robert Swink                       | Indicado  |

### NYFCC
Em 1953 no New York Film Critics Circle Awards (NYFCC), Hepburn ganhou na categoria de melhor atriz.
| Ano  | Categoria    | Receptor       | Resultado |
| ---- | ------------ | -------------- | --------- |
| 1953 | Melhor Atriz | Audrey Hepburn | Venceu    |

## Refilmagem
Foi feito um remake para a televisão em 1987, com Tom Conti e Catherine Oxenberg nos papéis principais.